# Puścizna Mała
Puścizna Mała – torfowisko w obrębie miejscowości Piekielnik w województwie małopolskim, w powiecie nowotarskim, gminie Czarny Dunajec. Znajduje się po lewej stronie drogi z Czarnego Dunajca do Piekielnika, na średniej wysokości około 655 m n.p.m. Pod względem geograficznym jest to region Kotliny Nowotarskiej znajdujący się w zlewisku Morza Czarnego. Jego wschodnim obrzeżem płynie potok Czarna Woda.
Puściznami lub pustaciami na Orawie nazywa się rozległy kompleks torfowisk, bagien, trzęsawisk, podmokłych łęgów i bagiennych lasów sosnowych, ciągnący się od Suchej Góry na Słowacji po Ludźmierz.
Z rzadkich gatunków zwierząt na Puściźnie Małej obserwowano motyle czerwończyk nieparek, modraszka nausitous i ptaka błotniak stawowy. Z rzadkich w Karpatach gatunków roślin występują: bagno zwyczajne, turzyca skąpokwiatowa, żurawina drobnoowocowa, sosna drzewokosa.
Torfowiska Kotliny Orawsko Nowotarskiej to unikatowy w skali Europy obszar. Planuje się utworzenie tutaj specjalnych obszarów ochrony pod nazwą „Torfowiska Orawsko-Nowotarskie”. Mają one objąć obszar 7363,4 ha. Torfowisko Puścizna Mała jest własnością prywatną, aby zastosować jego ochronę przewiduje się wykup działek lub płatności rolno-środowiskowe za zaniechanie gospodarowania na nim, utrzymanie i prowadzenie odpowiednich zabiegów pielęgnacyjnych.